# Bela (film)
Bela (titlul original: în rusă Герой нашего времени, transliterat: Gheroi nașego vremeni) este un film dramatic sovietic, realizat în 1966 de regizorul Stanislav Rostoțki, după romanul Un erou al timpului nostru (1840) al scriitorului Mihail Lermontov, protagoniști fiind actorii Vladimir Ivașov, Silvia Berova, Aleksei Cernov și Sulambek Mamilov.
La baza filmului stă romanul psihologic Un erou al timpului nostru, iar portretul lui Peciorin este primul portret psihologic din literatura rusă. Dilogia este alcătuită din filmele Bela și Un erou al timpului nostru. 

## Distribuție
- Vladimir Ivașov – Grigori Peciorin (voce dublată de Veaceslav Tihonov)
- Silvia Berova – Bela
- Aleksei Cernov – Maksim Maksimovici
- Nikolai Burgleaev – orbul
- Stanislav Hitrov – servitorul lui Peciorin
- Alaksandr Orlov – ofițerul tânăr
- Svetlana Svetlicinaia – Undina, fata contrabandistă
- Sofia Piliavskaia – femeia în vârstă
- V. Riabikov – batmanul
- Boris Savcenko – Ianko
- Aleksandr Titov – soldatul bătrân
- Sulambek Mamilov – Kazbici
- Rolan Borașvili – Azamat
- Evgheni Gurov – doctorul
- Barasbi Mulaev – prințul
- Vladimir Rudîi – Mitka
- Iraida Soldatova – tutungioaica
- Muhamed Tubaev
- Leonid Iuhin
- Aleksei Vanin
- Piotr Kiriutkin
- Gheorghi Svetlani – militarul
- Mihail Troianovski – maistrul

## Premii
- 1967 Diplomă la al XI-lea Festival de Film de la San Sebastián